# Biłgoraj
Biłgoraj is een stad in het Poolse woiwodschap Lublin, gelegen in de powiat Biłgorajski en gemeente Biłgoraj. De oppervlakte bedraagt 20,85 km², het inwonertal 26.972 (2005).

## Verkeer en vervoer
- Station Biłgoraj